# جون كير (سياسي نيوزلندي)
جون كير (بالإنجليزية: John Kerr)‏ هو سياسي نيوزلندي، ولد في 1830، وتوفي في 3 مايو 1898 بسبب غرق. انتخب عضو مجلس النواب النيوزيلندي عن دائرة Waimea (New Zealand electorate) ‏ (1885 – 1887).